# 鋸角仿刺鎧蝦
鋸角仿刺鎧蝦（学名：Munidopsis serricornis）为鎧甲蝦科仿刺鎧蝦屬下的一个种。